# Bothrops jararacussu
Espèce
Synonymes
- Lachesis lanceolatus Boulenger, 1896

Statut de conservation UICN

 LC  : Préoccupation mineure
Bothrops jararacussu, ou Jararacuçu,  est une espèce de serpents de la famille des Viperidae.

## Répartition
Cette espèce se rencontre :
- dans le sud de la Bolivie ;
- dans le sud du Brésil ;
- au Paraguay ;

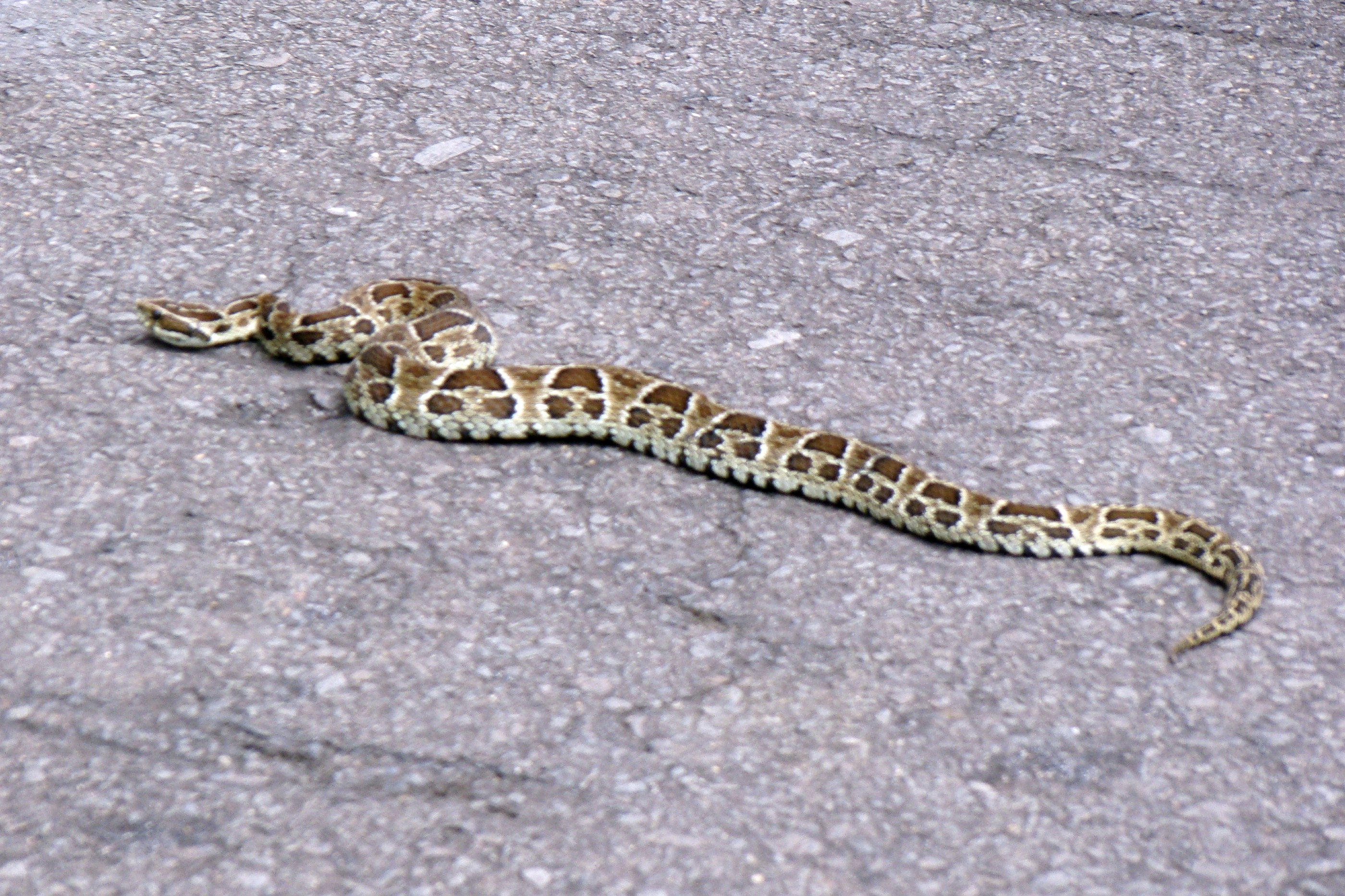

- en Argentine dans la province de Misiones.

## Description
C'est un serpent venimeux qui mesure jusqu'à 2 mètres de long et peut avoir une coloration dorsale variée, cendrée, rose, jaune, marron ou dorée, avec des taches triangulaires marron-foncé.
Les adultes se nourrissent de petits mammifères et d'oiseaux tandis que les jeunes consomment des amphibiens, des vers et des insectes.
Ils passent généralement la journée au soleil tandis qu'ils chassent la nuit.

## Publication originale
- Lacerda, 1884 : Leçons sur le venin des serpents du Brésil et sur la méthode de traitement des morsures venimeuses par le permanganate de potasse. Rio de Janeiro, Lombaerts & C., p. 1-194.